# Camillo Mezzanotte
Camillo Mezzanotte (Napoli, 14 dicembre 1842 – Chieti, 20 novembre 1909) è stato un politico italiano, senatore del Regno d'Italia nella XVIII legislatura.

## Biografia
Terzogenito di Raffaele Mezzanotte e Clementina Aratore, nacque a Napoli il 14 dicembre 1842. Si laureò in  giurisprudenza presso l'Università di Napoli. Ricoprì le seguenti cariche:
- Consigliere comunale di Napoli;
- Vicesindaco di Napoli (sezione San Giuseppe);
- Presidente del Consiglio provinciale di Chieti;
- Presidente della Deputazione provinciale di Chieti;
- Sindaco di Chieti (1878-1880 e 1893-1895);
- Consigliere comunale di Chieti (1873-20 novembre 1909);
- Assessore comunale di Chieti;
- Consigliere provinciale di Chieti (1882-1895);
- Membro della Deputazione provinciale di Chieti;
- Membro della Guardia nazionale di Napoli (1860);
- Rappresentante della Provincia di Chieti nel Consiglio generale del Banco di Napoli.

Tra il 1860 e il 1861 prese parte alla campagna per l'Unità d'Italia, congedandosi nel 1866, alla fine della terza guerra d'indipendenza, con il grado di capitano. Il 7 maggio 1873 sposò a Castellammare Adriatico Maria Fausta Coppa di Città Sant'Angelo, figlia del barone Emidio Coppa e Rosa Ginistrelli.